# Hl. Zar Lazar (Savković)

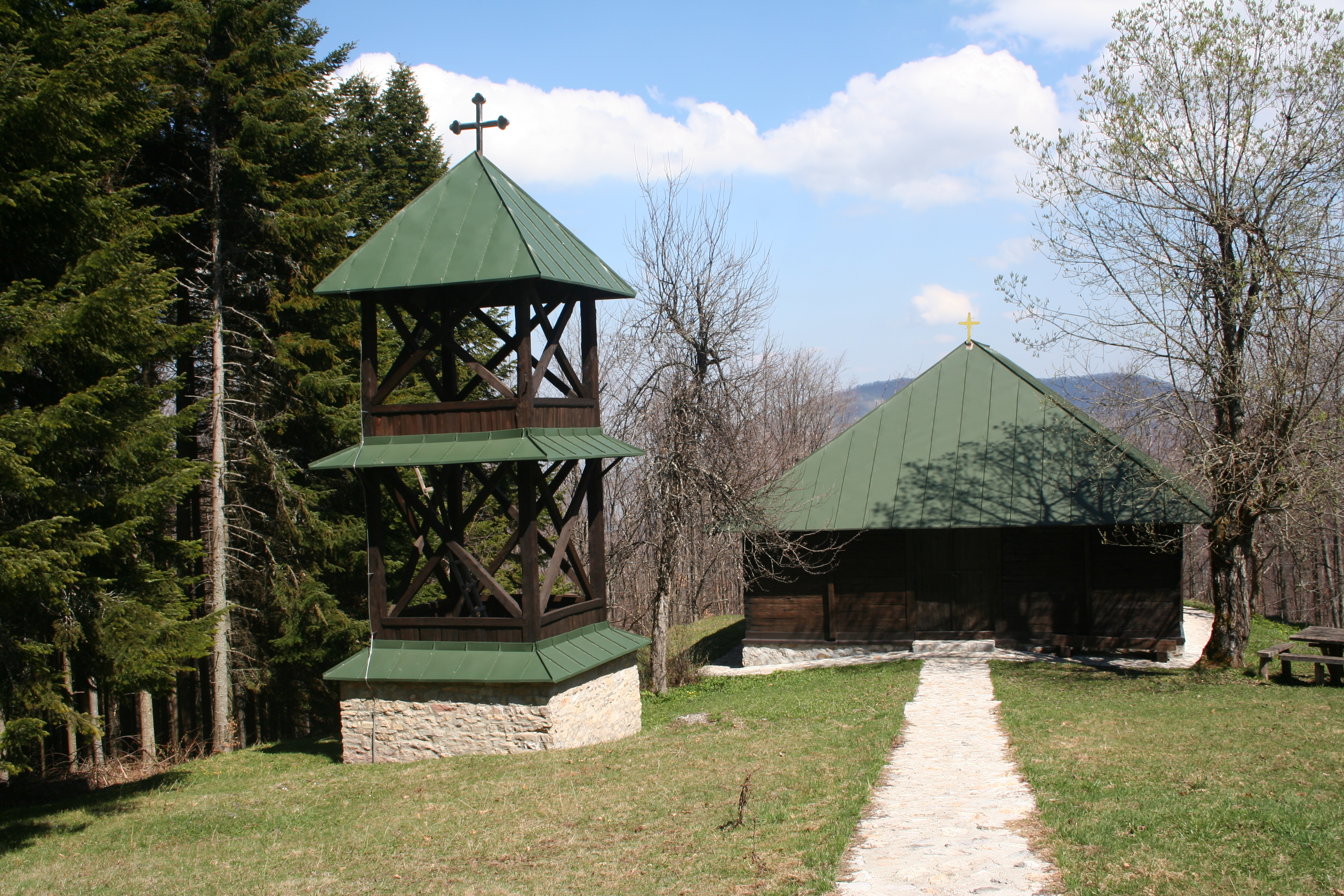
Die Holzkirche Hl. Zar Lazar und der freistehende Glockenturm zu Savković

Die Holzkirche Hl. Zar Lazar  (serbisch: Црква брвнара Св. цара Лазара/Crkva brvnara Sv. cara Lazara) ist eine serbisch-orthodoxe Filialkirche im Dorf Savković in Westserbien.
Die dem heiligen Zaren und Großmärtyrer Lazar geweihte Holzkirche wurde von 1943 bis 1944 erbaut. Sie gehört zur Pfarrei Orovica im Dekanat Azbukovica der Eparchie Šabac der serbisch-orthodoxen Kirche.

## Lage

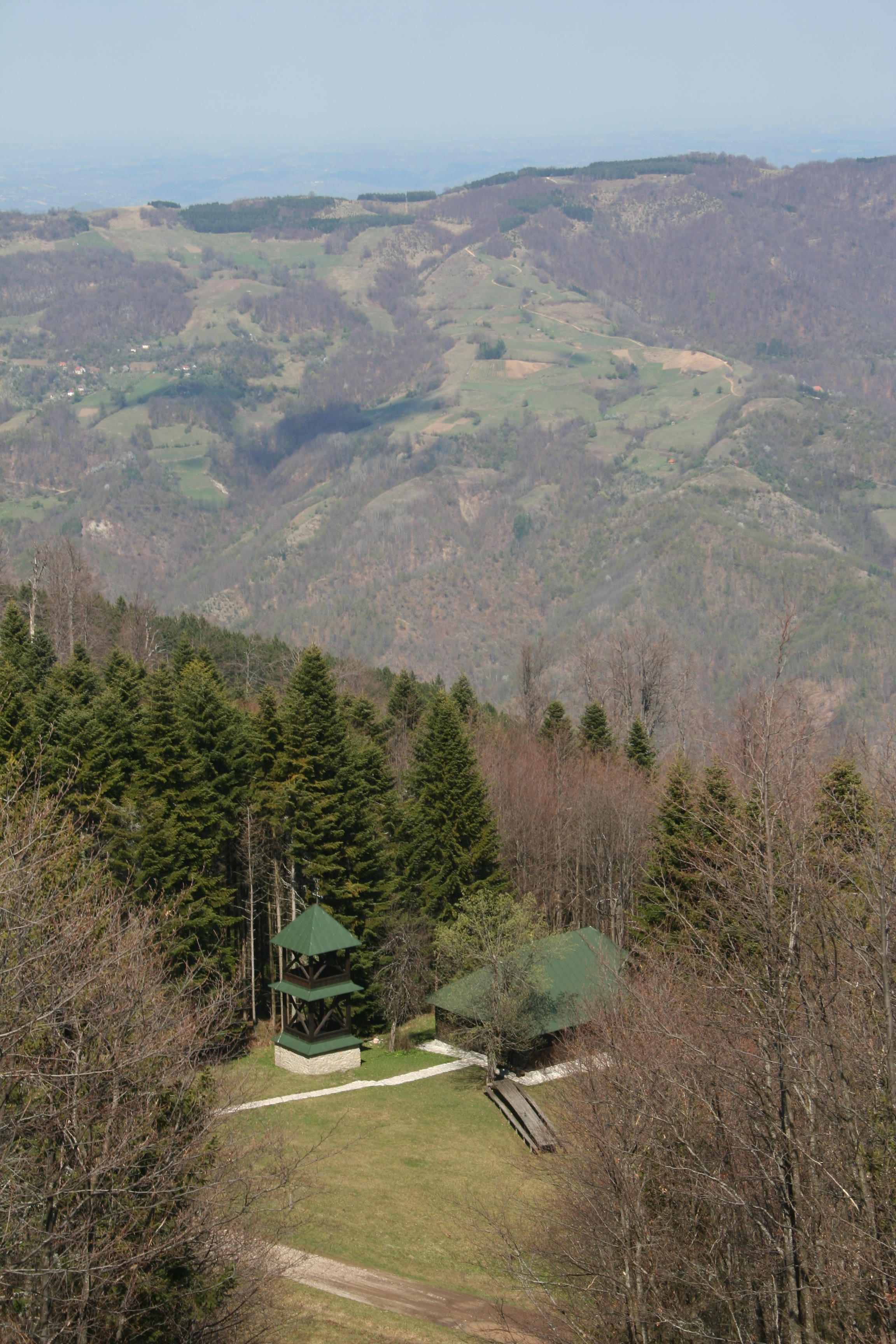
Die Holzkirche und die umgebenden Hügel

Die Kirche steht im Weiler Dobra Voda des Dorfes Savković in der Opština Ljubovija (Gemeinde Ljubovija), in der historischen Region Azbukovica im Okrug Mačva des westlichen Zentralserbien. Nahe der Kirche befindet sich die Wasserquelle Dobra Voda (zu deutsch: Gutes Wasser) und ein als Erholungsstätte für Wanderer dienendes Waldhaus.
Das von Serben bevölkerte Dorf Savković im Bobijagebirge zählte 2011 etwa zweihundert Einwohner. Das Bobijagebirge liegt etwa 34 km von der Gemeindehauptstadt Ljubovija und rund 140 km von der serbischen Hauptstadt Belgrad entfernt.
Die Pfarrei Orovica besteht aus den Dörfern Gornja Orovica, Donja Orovica, Gornja Ljuboviđa, Orovička Planina, Tornik und Savković. Priester ist Nenad Tešmanović (2018).

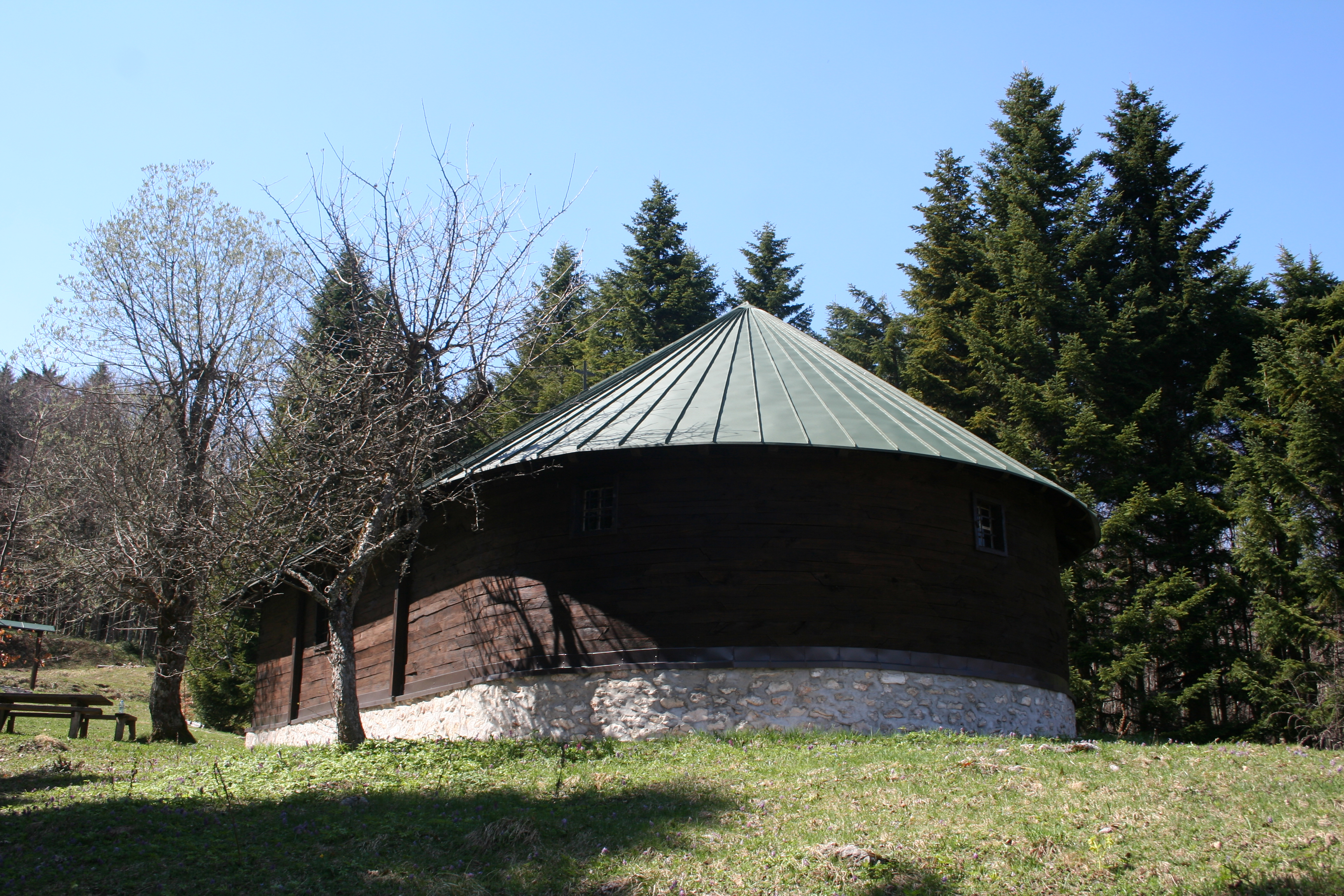
Die Kirche von der Ostseite gesehen

## Geschichte
Der Bau der Kirche begann im Jahre 1943 während des Zweiten Weltkriegs und wurde im Jahre 1944 beendet. Ktitor (Stifter) der Kirche war der Oberst und Četnik-Kommandant der Cer-Majevica Korpusgruppe, Major (in anderen Quellen auch Vojvode) Dragoslav Račić.
Major Račić ließ im Dorf Savković die Holzkirche Hl. Zar Lazar und im Nachbardorf Gornje Košlje auf der Lokalität Razbojište eine Grundschule errichten. Beide Gebäude gelten als seine Stiftungen.
Ende des Zweiten Weltkriegs 1945 wollten die neuen Behörden des sozialistischen Jugoslawiens die Kirche zerstören lassen, was die Bevölkerung der Bobija verhinderte, jedoch sollte die Region als sogenannte Četnikgegend an der Prosperität und dem guten Lebensstandard im damaligen Jugoslawien keinen Anteil erhalten.

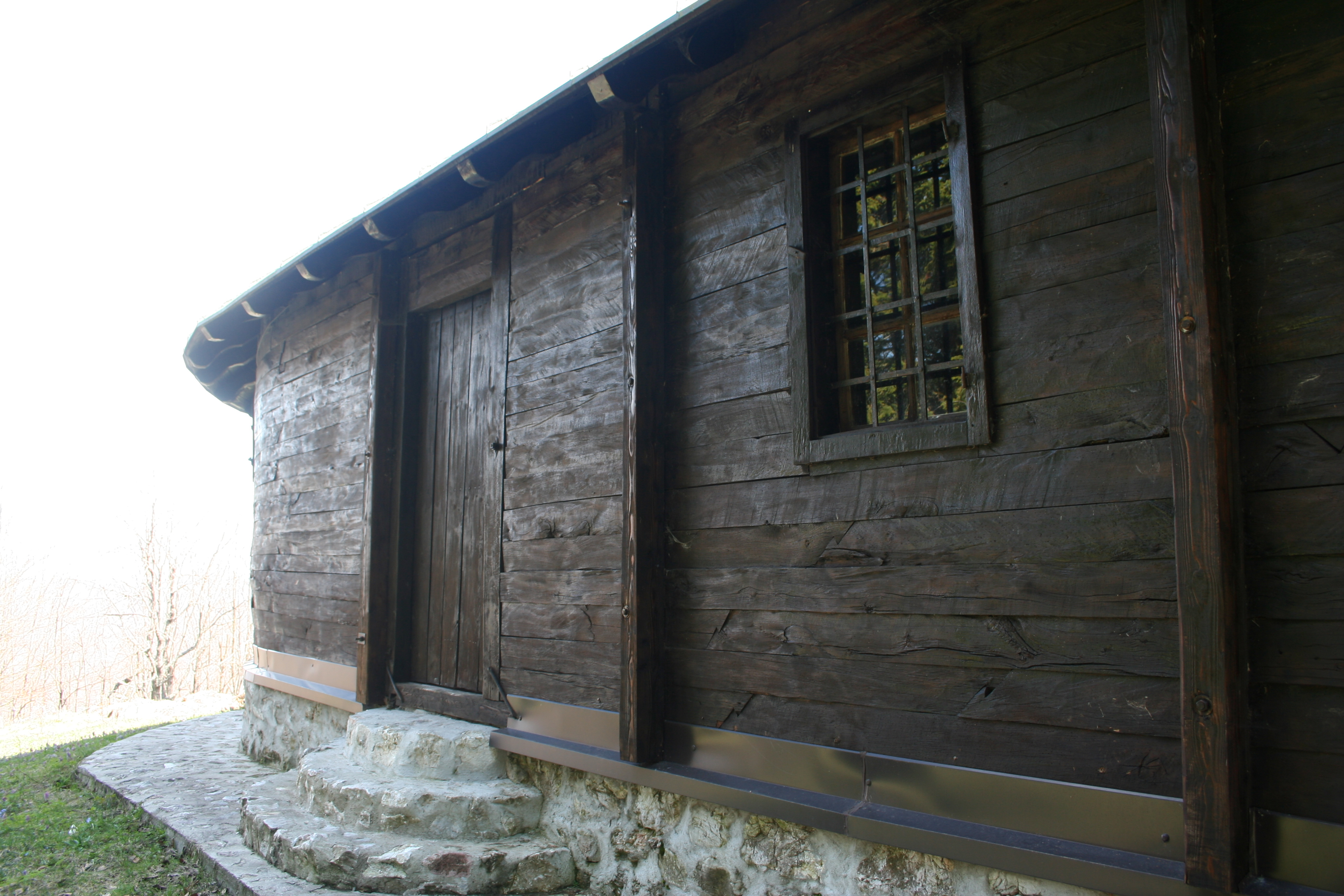
Der Nordeingang der Kirche

Am 11. Juni 1946 wurde die Kirche durch einen Priester feierlich geweiht.
Sie besitzt ein steinernes Fundament, ein kleines Eingangsportal und ist aus Holz gebaut. Zum Bau der Kirche wurde kein einziger Nagel verwendet. Sie besitzt typisch für orthodoxe Kirchen eine (hölzerne) Ikonostase. Eine Freskenbemalung im Inneren besitzt sie allerdings nicht. Eingänge in die Kirche gibt es an der West- und Nordseite. Auch besitzt die Kirche Ikonen. 
Seitlich erhebt sich ein freistehender hölzerner Glockenturm.
Jährlich findet am Vidovdan (28. Juni) nahe der Kirche ein Volksfest statt, das Menschen aus der ganzen Azbukovica besuchen.